# 半夏瀉心湯
半夏瀉心湯（はんげしゃしんとう）とは、漢方方剤の一種。出典は『傷寒論』。病院で処方される医療用医薬品と、薬局等で購入できる一般用医薬品がある。味は苦みが強く飲みにくいため錠剤漢方もある。

## 適応症
体力中等度で、みぞおちがつかえた感じがあり、ときに悪心、嘔吐があり食欲不振で腹が鳴って軟便又は下痢の傾向のあるものの次の諸症：
急・慢性胃腸炎、下痢・軟便、消化不良、胃下垂、神経性胃炎、胃弱、二日酔、げっぷ、胸やけ、口内炎、神経症、胃および十二指腸潰瘍の予後、つわり、不眠、口臭、しゃっくり、神経性嘔吐などに用いる。

### 保険適用エキス剤の効能・効果
急・慢性胃炎、下痢、胃下垂、消化不良、つわり、げっぷ、胃および十二指腸潰瘍の予後、神経性胃炎

## 組成・処方量
半夏（はんげ）5.0、黄芩（おうごん）2.5、乾姜（かんきょう）2.5、人参（にんじん）2.5、甘草（かんぞう）2.5、大棗（たいそう）2.5、黄連（おうれん）1.0

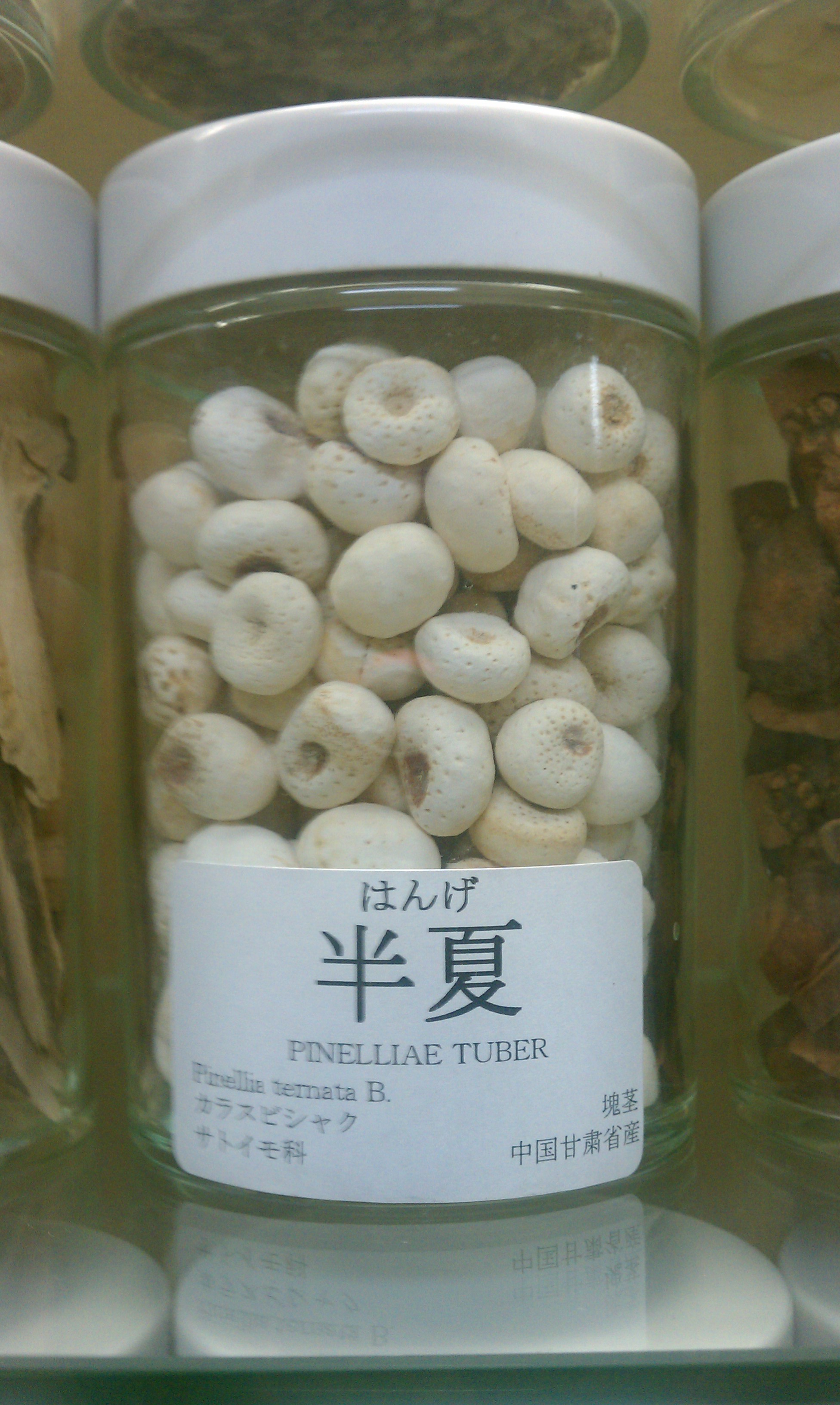
半夏
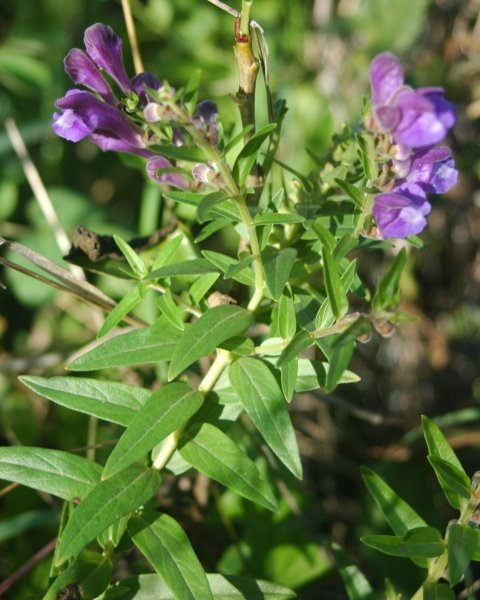
黄芩
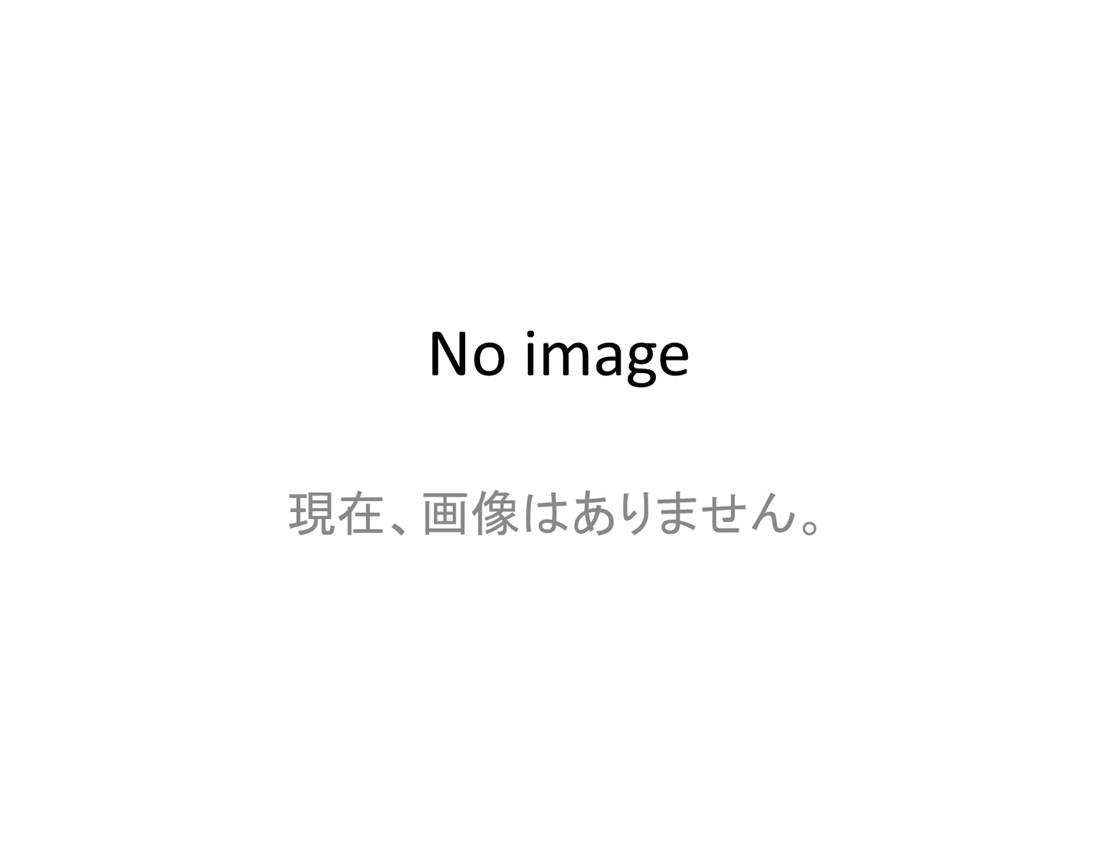
乾姜
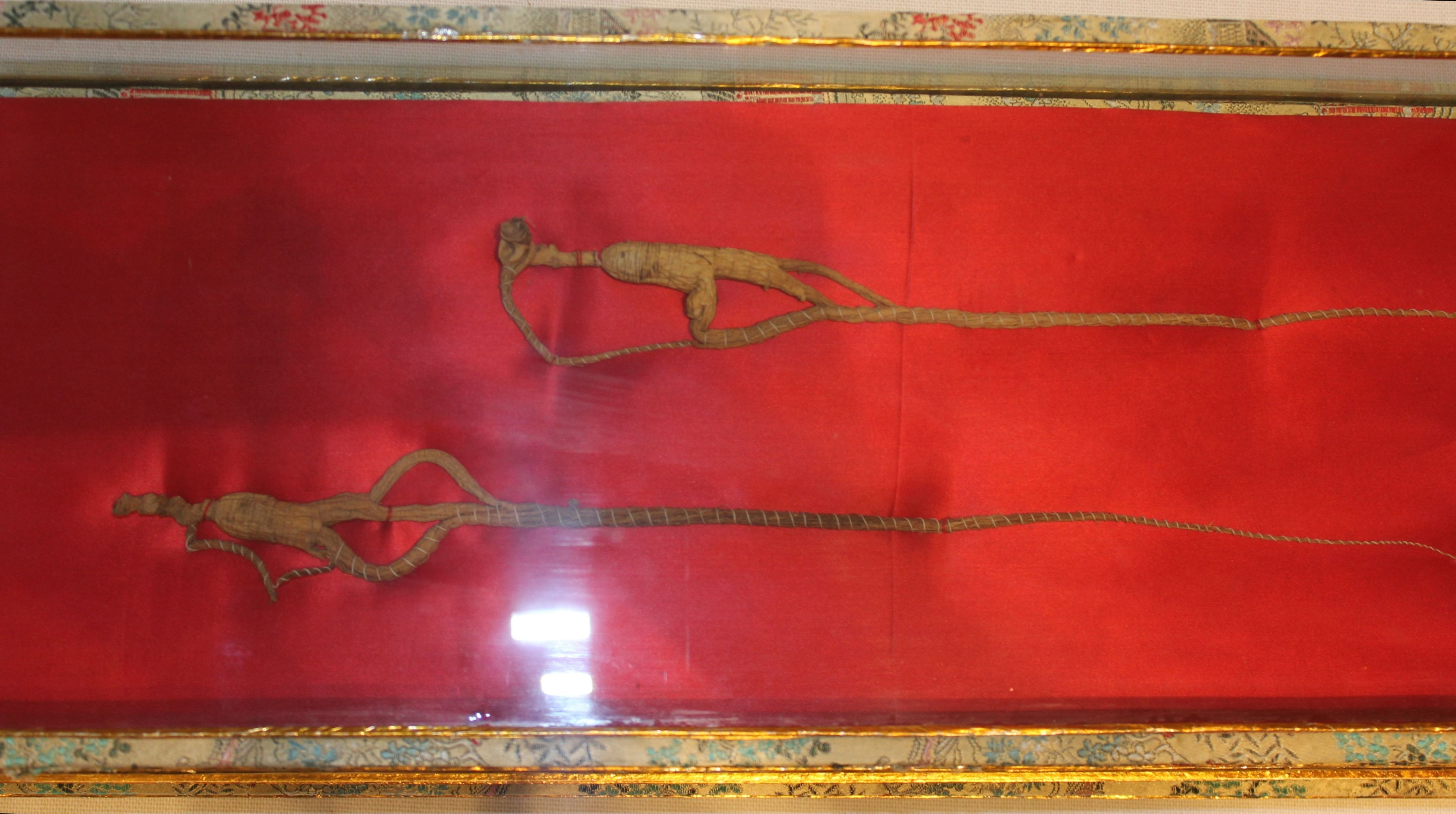
人参
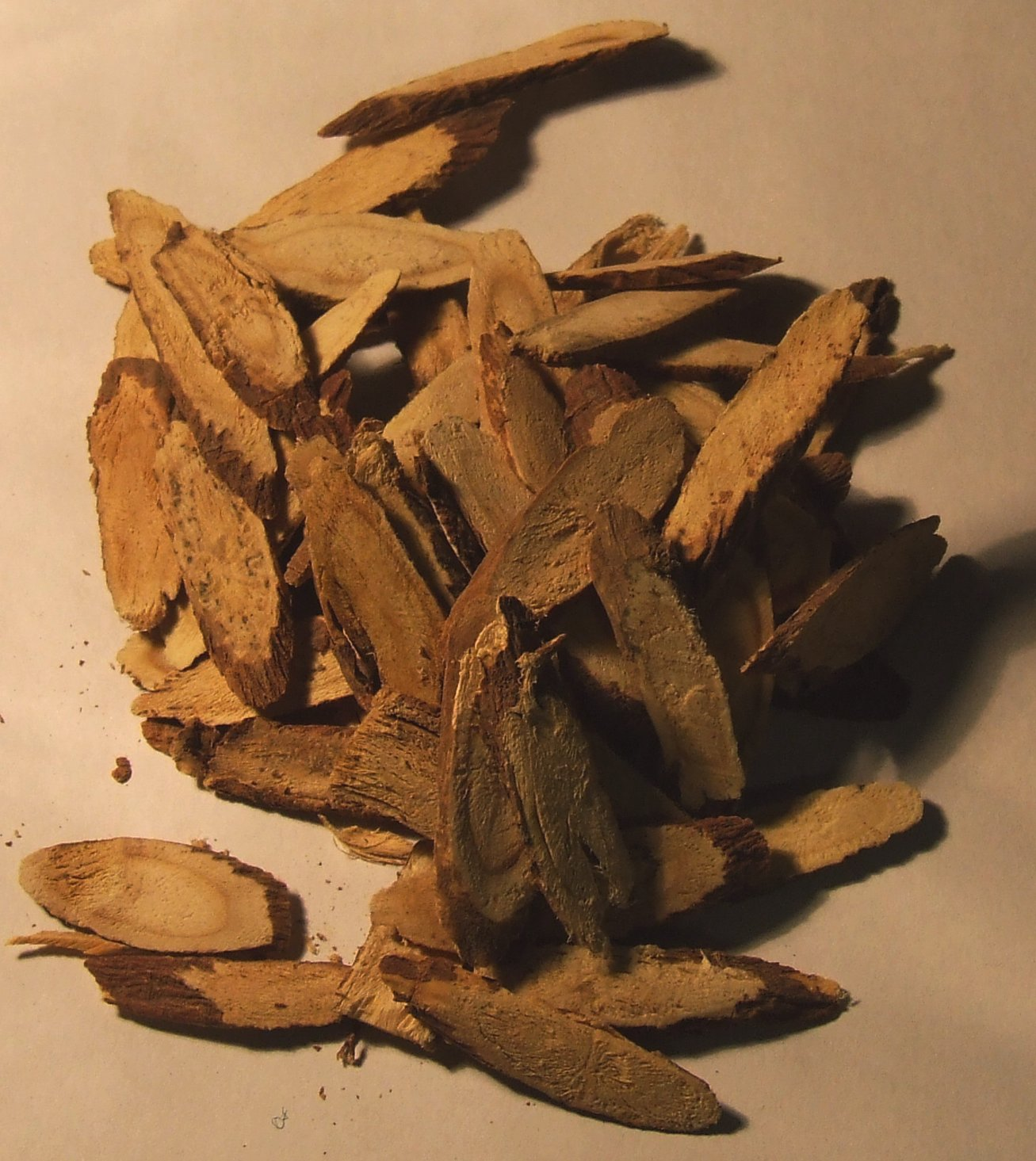
甘草
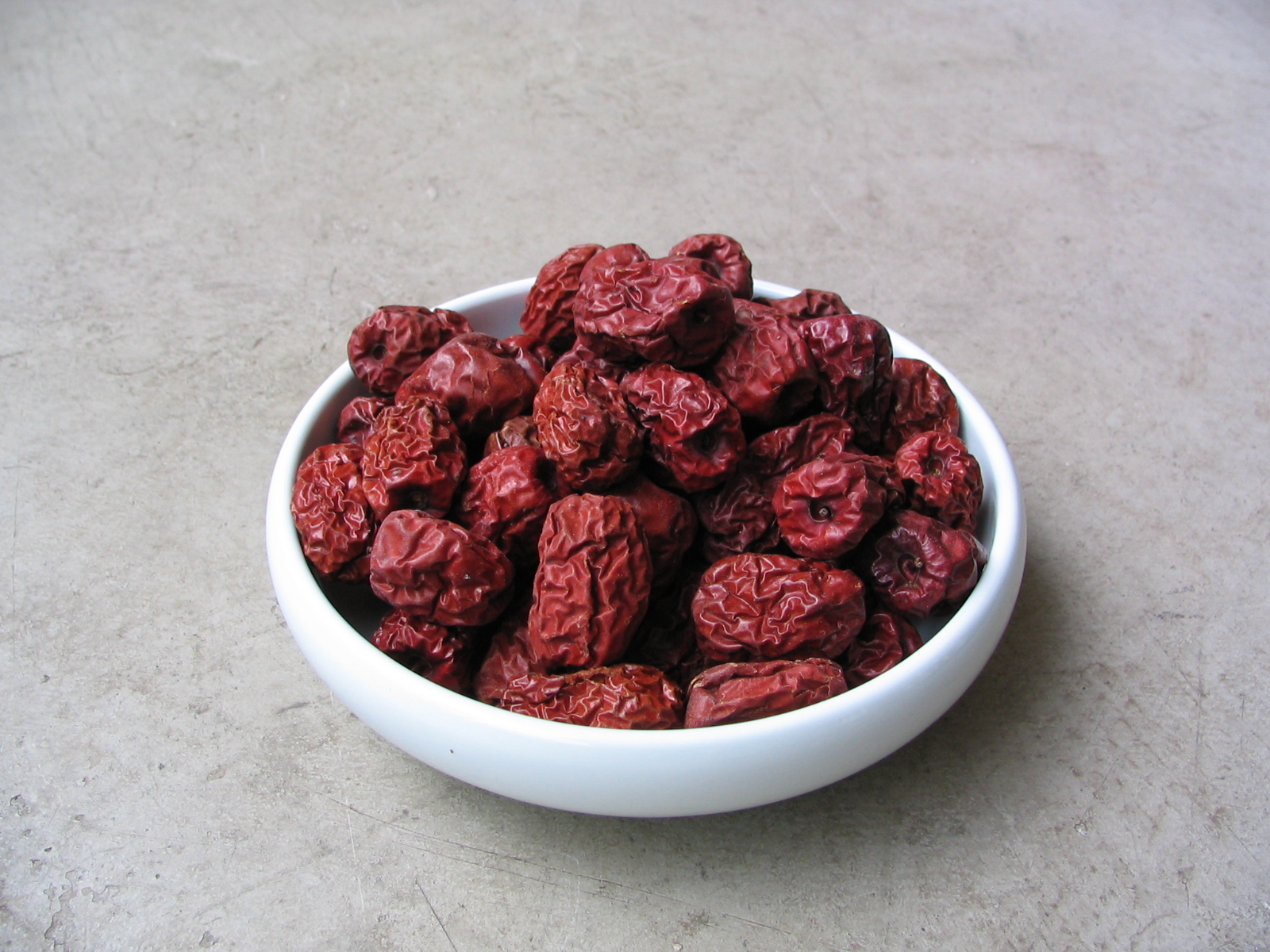
大棗
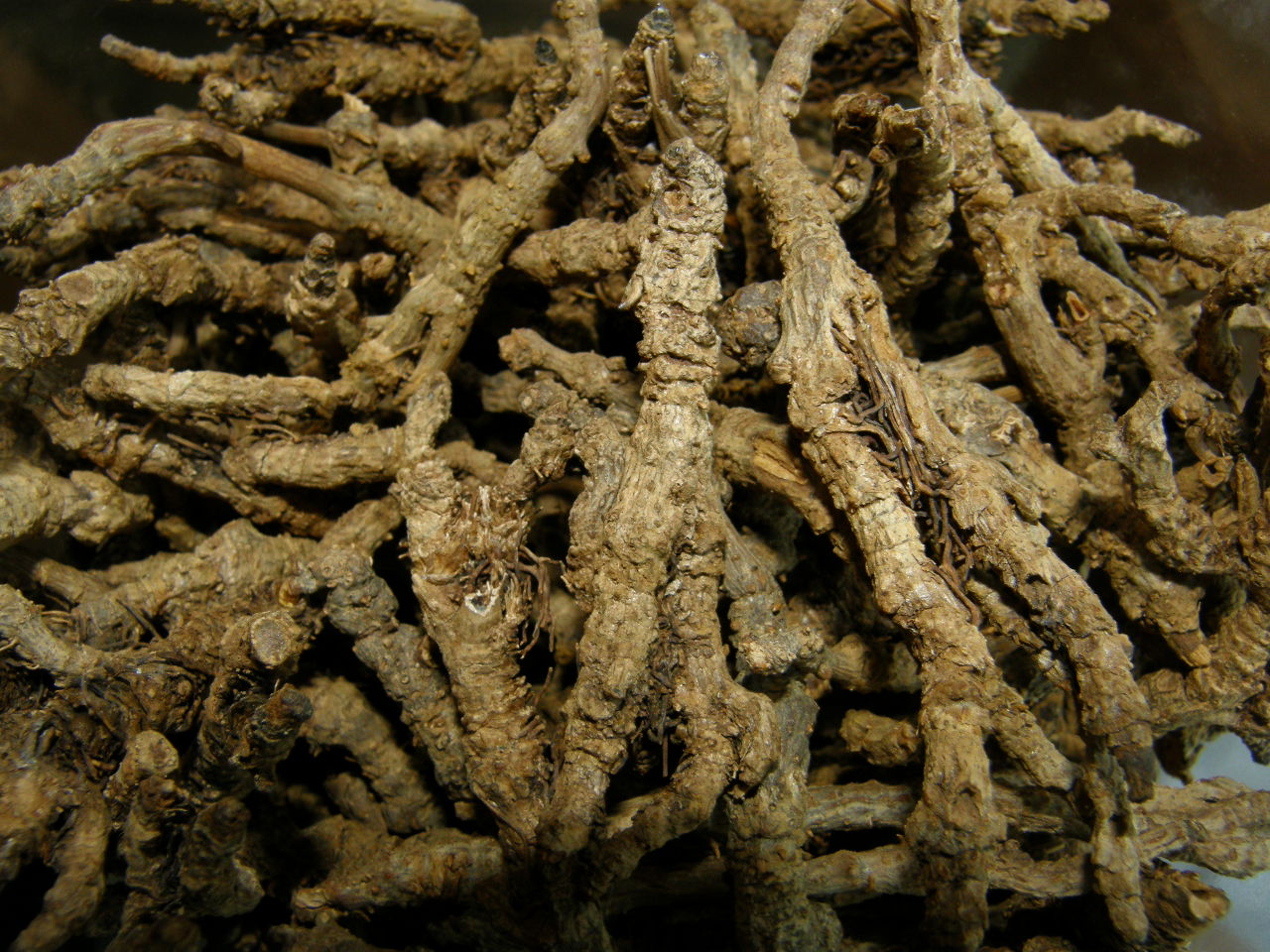
黄連

### 方解
みぞおちにつかえ感があり、腹がゴロゴロ鳴り、下痢気味で食欲不振、げっぷや口臭がある場合や、急性慢性の胃腸炎、胃下垂、口内炎、薬物による胃腸障害に応用する。

### 症
- みぞおちを圧すると抵抗感がある。
- 腹鳴、腸内にガスがたまってゴロゴロする。聴診するとグル音が聞こえる。
- げっぷ。
- 食欲不振。
- 悪心。
- 下痢や軟便で腹痛がなく、下痢と便秘が交互に来る場合がある。水様性の下痢では使わない。
- つわり（悪阻）。
- 動悸、不眠、しゃっくり。

### 腹
みぞおちの抵抗圧痛はなく、胃部振水音が聞ける。

## その他・服用応用
- 1,心下痞梗（つかえ感）、胃内停水があり舌が湿って白苔があれば決め手になり、病名にかかわらず使用できます。
- 2,新薬や、抗生物質等による胃腸障害によく効きます。
- 3,本剤は腹痛の強い下痢軟便には使えません。腹痛の強い下痢軟便には柴胡桂枝湯、小建中湯を用い、食後に腹が鳴り下痢腹痛する者には平胃散を用います。
- 4,本剤に生姜のおろし汁を加えると生姜瀉心湯となり、げっぷや吐き気の強い場合や、胃酸逆流の強いものに用います。
- 5,本剤に甘草を加えると甘草瀉心湯となり、本剤と症状が似ていて精神不安、いらいらなどの神経症状の強い場合に使います。
- 6,のどに異常がないのに、何か詰まったような気がするなどの、不安の用いて効果あり。
- 7,黄芩、黄連は胸部の熱をとり、のぼせ（気の上衝）を抑えて神経を鎮静させます。乾姜、半夏はみぞおちの痞え感を取り、胃を温めて胃の水分を散らし鎮吐に効果あり。人参、甘草、大そうは消化器の働きを補強し水分代謝を高め、黄芩、黄連の働きを促進します。